# Cromato de cálcio
Cromato de cálcio é um composto inorgânico de fórmula química CaCrO4. Possui a coloração amarela e normalmente ocorre na forma dihidratada. 

## Propriedades
Cromato de cálcio perda água de hidratação em cerca de 200 °C. Reage com matéria orgânica para formar crômio(III). Reage de forma explosiva com hidrazina. Se misturado com boro, posteriormente fornecer energia de ativação suficiente, a mistura queima violentamente.

## Utilização
É utilizado como pigmento, inibidor de corrosão e tratamento de lixo.